# 関空アクセスきっぷ
関空アクセスきっぷ（かんくうあくせすきっぷ）
- 関空アクセスきっぷ（阪急版）- 阪急電鉄京都線・千里線・嵐山線方面からOsaka Metro堺筋線経由で南海電気鉄道(南海電鉄)関西空港駅まで割安で行ける片道きっぷである。詳細は京都アクセスきっぷを参照。
- 関空アクセスきっぷ（阪神版）- 阪神電気鉄道(阪神電鉄)本線・なんば線・武庫川線から大阪難波駅経由で南海電鉄関西空港駅まで割安で行ける片道きっぷである。詳細は神戸アクセスきっぷを参照。

大阪市交通局沿線からは類似のきっぷとして関空ちかトクきっぷが発売されている。